# Pipara
Pipara (nep. पिपरी) – gaun wikas samiti w zachodniej części Nepalu w strefie Lumbini w dystrykcie Kapilvastu. Według nepalskiego spisu powszechnego z 2001 roku liczył on 585 gospodarstw domowych i 4231 mieszkańców (2144 kobiet i 2087 mężczyzn).